# Авенян, Владимир Амбарцумович
Владимир Амбарцумович Авенян (16 октября 1941, Батуми, Аджарская АССР, СССР — 22 июля 2015) — советский и российский конструктор ракетной техники, лауреат Ленинской премии.

## Биография
Отец погиб в 1942 году на фронте Великой Отечественной войны. Окончил среднюю школу в Батуми в 1958 году.
В 1964 году окончил Московское высшее техническое училище имени Н. Э. Баумана (кафедра «Высокоточные летательные аппараты»). По распределению был направлен в 1964 году в город Красноармейск в закрытый научно-исследовательский институт (современный ФКП НИИ «Геодезия»). С 1965 года работал в специальном конструкторском бюро (СКБ) при НИИ-9 (ныне Алтайский научно-исследовательский институт химической технологии) в городе Бийск Алтайского края: инженер, старший инженер, руководитель группы, начальник лаборатории. Основным направлением работы этого СКБ была разработка боевых частей для управляемых ракет.
В 1971 году В. Авенян назначается начальником лаборатории вновь созданного СКБ при Дзержинском научно-исследовательском химико-технологическом институте (ДНИХТИ) в городе Дзержинске Горьковской области. На базе этого СКБ в 1977 году был создан отдельный НИИ машиностроения, в который перешёл и Авенян. 
С 1982 по 2011 годы — генеральный директор и главный конструктор Государственного научно-исследовательского института машиностроения (ГНИИМ). В 2011 году вышел на пенсию.
Конструктор в области разработки и производства боевых частей ракетного вооружения. Обладатель свыше 100 авторских свидетельств на изобретения в области разработки и производства боевых частей ракетного вооружения и боеприпасов, получения специальных материалов и ликвидации аварий методами взрывных технологий. Автор свыше 200 научных работ. Выполненные при его непосредственном участии и руководстве изделия находятся на вооружении: заряды-ликвидаторы для космических объектов «Зенит», «Алмаз-Т», «Орлец», «Янтарь», боевые части авиационных ракет, противокорабельных ракет, зенитных ракетных комплексов «Тунгуска», «ОСА-М», «Стрела-10МЗ» и другие.
Член-корреспондент Российской академии ракетных и артиллерийских наук (1996).
Похоронен на Алабушевском кладбище.

## Награды и премии
- Орден «За заслуги перед Отечеством» IV степени (13.07.2009)
- Орден Почёта,
- Орден «Знак Почёта»
- Медаль «За трудовую доблесть»
- Лауреат Ленинской премии (1986)
- Лауреат Государственной премии Российской Федерации им. маршала Г. К. Жукова (2006)
- Заслуженный конструктор Российской Федерации (1995)
- Заслуженный изобретатель Российской Федерации
- Почётный гражданин Дзержинска (2001)